# Cosroes III de Armenia
Cosroes III, el pequeño o Khosrov III godag, hijo de Tiridates III, fue miembro de la dinastía arsácida y el rey de Armenia entre 330 y 339. Fue un hombre de corta estatura, de allí el nombre con el que es conocido. Fundó la ciudad de Dvin que más tarde se convirtió en la capital de Armenia.
Durante su reinado, dos generales, Vatche Mamikonian y Vahan Amatuni, se distinguieron por su valor en batalla, que a menudo fueron a ayudar al rey. Durante estos años, el sentimiento a favor de los sasánidas y la oposición hacia Mamikonian se incrementó en Armenia, así como la hostilidad hacia Roma. Los grupos pro-sasánidas ganaron popularidad hasta el punto de lograr el asesinato del Catholicós Arisdaches I, hijo de Gregorio el Iluminador. 
Shapur II, rey sasánida de los persas, invadió Armenia dos veces y logró ganar un poco de territorio. Vatche Mamikonian murió en estos combates y más tarde fue nombrado santo por la Iglesia apostólica armenia por su sacrificio. Cosroes III murió en el año 339.